# Roton

Krzywa dyspersji opisująca wzbudzenia mogące prowadzić do powstania rotonu

Roton (z łac. roto „obracać, wirować”) – rodzaj kwazicząstki. Nazwa roton została wprowadzona przez Richarda Feynmana do określenia stanów wzbudzonych w nadciekłym helu-4. Wzbudzenia te dotyczą stanów w okolicy minimum krzywej dyspersji, podczas gdy stany wzbudzenia odpowiadające części liniowej krzywej identyfikuje się z fononami. 